# USS LST-627
O USS LST-627 foi um navio de guerra norte-americano da classe LST que operou durante a Segunda Guerra Mundial.